# Gilles Boyer
Pour les articles homonymes, voir Boyer.
Gilles Boyer, né le 4 juillet 1971 à Paris, est un homme politique français.
Après avoir été proche collaborateur d'Alain Juppé, il est conseiller spécial du Premier ministre Édouard Philippe de 2017 à 2019. Il est élu député européen lors des élections européennes de 2019 sur la liste de la majorité présidentielle d'Emmanuel Macron ; il siège au sein du groupe Renew Europe.

## Biographie
Né de parents professeurs d'université de gauche, Gilles Boyer passe son enfance à Sèvres (installation en 1977) et à Ville-d'Avray dans les Hauts-de-Seine. Il obtient une maîtrise de droit à l’université Paris-Nanterre et un DESS de droit public en février 1993, à l'université Paris 1-Sorbonne.
En 1997, il entre au Rassemblement pour la République (RPR) pour exercer le poste de directeur juridique chargé des investitures,. De 2002 à 2004, Gilles Boyer est directeur de cabinet d'Alain Juppé à la mairie de Bordeaux. Après un passage au groupe M6 comme directeur des relations institutionnelles, il redevient son directeur de cabinet en 2006 à Bordeaux. De 2010 à 2012, toujours auprès d'Alain Juppé, il est conseiller politique au ministère de la Défense, puis au ministère des Affaires étrangères. 
Lors des élections municipales de 2014, il se présente sur la liste dissidente de Pierre-Mathieu Duhamel à la mairie de Boulogne-Billancourt, mais elle termine en deuxième position derrière celle menée par Pierre-Christophe Baguet.
Proche d'Édouard Philippe, il publie avec lui deux polars « politiques » intitulés L'Heure de vérité et Dans l'ombre. Gilles Boyer est par ailleurs auteur de deux ouvrages, Un monde pour Stella (2015) et Rase campagne (2018),.
Créateur d'une entreprise de conseil, Brainstorm, il est le directeur de campagne d'Alain Juppé lors de la primaire présidentielle des Républicains de 2016,,. Après la victoire de François Fillon, il devient le trésorier de sa campagne présidentielle, une fonction qu'il quitte cependant en mars 2017 alors que le candidat est en pleine controverse judiciaire. 
En février 2017, il obtient l'investiture des Républicains pour les élections législatives dans la huitième circonscription des Hauts-de-Seine. Il est battu à l'issue du second tour, le 18 juin par le candidat investi par La République en marche (LREM), Jacques Maire. Peu après, il est nommé conseiller politique auprès du Premier ministre Édouard Philippe, devenu Premier ministre en mai après avoir été député-maire du Havre. Il démissionne de sa fonction de conseiller spécial le 27 mars 2019, après son investiture sur la liste LREM en vue des élections européennes de 2019. Il n'est cependant pas membre du parti présidentiel. Le 26 mai 2019, il est élu député au Parlement européen.
Comme député européen, il émet des propositions au nom de son groupe Renew Europe sur la création d'une « haute autorité de la vie publique », chargée des questions d’éthique au sein des instances de l'Union européenne : ses propositions visent à ce que ce nouvel organisme ne décide aucune sanction — laissant cette compétence au Parlement européen — et émette seulement des recommandations publiques non contraignantes. Il indique chercher une solution de compromis entre l'option de Daniel Freund, eurodéputé des Verts chargé du rapport sur cet organisme et partisan d'un organisme capable de sanctionner, et le groupe du Parti populaire européen, rétif à l'instauration même d'une autorité indépendante, tandis que le groupe Renew Europe est lui-même divisé sur le sujet.
Il est dixième sur la liste Besoin d'Europe aux élections européennes de 2024 et est réélu.

### Polémique
Le 30 mai 2019, interrogé sur les élections municipales de 2020, il déclare au micro d'Europe 1 : « Un maire qui sera réélu avec l’apport de La République en marche et du MoDem sera un allié du président pour 2022, et un maire qui sera réélu sans leur apport sera un ennemi du président pour 2022. » La déclaration et l'expression « ennemi du président » déclenchent une polémique le lendemain.

### Vie privée
Il est père de deux filles.

## Ouvrages
- Gilles Boyer et Édouard Philippe, L'Heure de vérité, éditions Flammarion, coll. « Fiction politique », 2007, 447 p.
- Gilles Boyer et Édouard Philippe, Dans l'ombre, éditions Jean-Claude Lattès, coll. « Romans contemporains », 2011, 400 p.
- Gilles Boyer, Un monde pour Stella, éditions Jean-Claude Lattès, coll. « Romans contemporains », 2015, 350 p.
- Gilles Boyer, Rase campagne, éditions Jean-Claude Lattès, 2017.
- Gilles Boyer, Le Maître d’hôtel de Matignon, éditions Jean-Claude Lattès, 2019.
- Gilles Boyer et Édouard Philippe, Impressions et lignes claires, éditions Jean-Claude Lattès, 2021.
- Gilles Boyer, La Nuit russe, éditions Jean-Claude Lattès, 2022, 224 p.
- Gilles Boyer, Petit-Clamart, éditions Jean-Claude Lattès, 2024.